# Уотлинг, Леонор
Леоно́р Элисабе́т Себа́льос Уо́тлинг (исп. Leonor Elizabeth Ceballos Watling; род. 28 июля 1975 года, Мадрид) — испанская актриса и певица, вокалистка группы Marlango, играющей смесь джаза, блюза и рока. Дважды была номинирована на национальную кинопремию «Гойя» за лучшую женскую роль.

## Биография
Леонор Уотлинг родилась в Мадриде в семье испанца и англичанки. Её актёрская карьера началась с эпизодической роли в испанском комедийном телесериале «Дежурная аптека» в 1992 году, а дебют Уотлинг в кино состоялся в 1993 году с фильма Пабло Льорки «Висячие сады». В 1990-х актриса работала в основном на телевидении, играла небольшие роли в телефильмах и сериалах. Первый успех пришёл к ней в 1998 году, когда за роль в драме «Час храбрецов» Антонио Мерсеро о Гражданской войне в Испании Уотлинг была номинирована на главную кинопремию Испании, «Гойя» за лучшую женскую роль.
После роли находящейся в коме балерины в хорошо принятом критиками фильме Педро Альмодовара «Поговори с ней» Уотлинг стала известна зрителям за пределами Испании. В 2003 году она вновь была номинирована на премию «Гойя», на этот раз за главную роль в комедии «Моя мама любит женщин». Уотлинг снимается в фильмах на испанском, английском и французском языках.
В конце 1990-х Уотлинг, которая уже была известна на джазовой сцене Мадрида, вместе с Алехандро Пелайо создала группу Marlango, играющую смесь джаза, блюза и рока. В 2002 году группа выпустила свой дебютный альбом, получивший статус «золотого», и гастролировала по Испании, Португалии и Японии.

## Личная жизнь
Уотлинг встречается с уругвайским певцом и композитором Хорхе Дрекслером, от которого в 2009 года родила сына Луку, а в 2011 дочь Леа.

## Избранная фильмография
| Год  |    | Русское название                       | Оригинальное название            | Роль                |
| ---- | -- | -------------------------------------- | -------------------------------- | ------------------- |
| 1998 | ф  | Первая ночь в моей жизни               | La primera noche de mi vida      | Палома              |
| 1998 | ф  | Час храбрецов                          | La hora de los valientes         | Кармен              |
| 1999 | тф | Запоздалая расплата                    | Outlaw Justice                   | Клэр                |
| 2001 | ф  | Шум моря                               | Son de mar                       | Мартина             |
| 2002 | ф  | Моя мама любит женщин                  | A mi madre le gustan las mujeres | Эльвира             |
| 2002 | ф  | Поговори с ней                         | Hable con ella                   | Алисия              |
| 2002 | ф  | Желание                                | Deseo                            | Эльвира             |
| 2003 | ф  | Моя жизнь без меня                     | My Life Without Me               | Энн                 |
| 2003 | ф  | В городе                               | En la ciudad                     | Кристина            |
| 2003 | ф  | Плохое настроение                      | Mauvais esprit                   | Леонор              |
| 2004 | ф  | Хроники                                | Crónicas                         | Мариса Итурральде   |
| 2004 | ф  | Убить Фрейда                           | Inconscientes                    | Альма               |
| 2005 | ф  | Тайная жизнь слов                      | The Secret Life of Words         | жена друга Джозефа  |
| 2005 | ф  | Плохие времена                         | Malas temporadas                 | Лаура               |
| 2006 | ф  | Византийская принцесса                 | Tirante el Blanco                | «Услада моей жизни» |
| 2006 | ф  | Париж, я люблю тебя                    | Paris, je t'aime                 | любовница           |
| 2006 | ф  | Сальвадор                              | Salvador                         | Кука                |
| 2006 | тф | Детская комната                        | La habitación del niño           | Соня                |
| 2007 | ф  | Тереза, тело Христово                  | Teresa, el cuerpo de Cristo      | донья Гиомар        |
| 2008 | ф  | Убийства в Оксфорде                    | The Oxford Murders               | Лорна               |
| 2008 | ф  | Лекция 21                              | Lezione 21                       | Марта               |
| 2010 | ф  | Волшебная поездка в Африку             | Magic Journey to Africa          | Fairy               |
| 2010 | ф  | Лопе де Вега: Распутник и соблазнитель | Lope                             | Изабель             |
| 2011 | ф  | Тёмный импульс                         | Lo mejor de Eva                  | Ева                 |
| 2012 | ф  | Если бы я была тобой                   | If I Were You                    | Люси                |
| 2012 | ф  | Мужчины на грани                       | Una pistola en cada mano         | Мария               |
| 2013 | ф  | The Food Guide to Love                 | The Food Guide to Love           | Bibiana             |
| 2015 | ф  | Воскресение Христа                     | Clavius                          |                     |
| 2017 | ф  | Тайна седьмой музы                     | Muse                             | Лидия Гаретти       |